# Dedza
Dedza is een stad in Malawi en is de hoofdplaats van het gelijknamige district Dedza. Dedza telt naar schatting 16.000 inwoners.
Dedza is sinds 1959 de zetel van een rooms-katholiek bisdom.

## Geboren in Dedza
- Essau Kanyenda (1982), voetballer
- Robin Ngalande (1993), voetballer